# Amado Avendaño Figueroa
Amado Avendaño Figueroa (Mapastepec, Chiapas, 14 de septiembre de 1938 - San Cristóbal de las Casas, Chiapas, 29 de abril de 2004).  

## Vida
Nació el 14 de septiembre de 1938 en el municipio de Mapastepec, en la costa del estado de Chiapas, al sur de México. Se graduó como Abogado en la Facultad de Derecho de la Universidad Autónoma de Chiapas, en San Cristóbal de Las Casas. 
Fundó el 6 de febrero de 1968 uno de los diarios más representativos de la historia de Chiapas: "Tiempo, que Informa y Orienta", medio de comunicación que se convirtió en un instrumento de defensa de los Derechos Humanos fundamentalmente de los pueblos indígenas de Chiapas, al cual el Subcomandante hizo llegar sus primeros comunicados para darlos a conocer al mundo.
Avendaño Figueroa incursionó en la política a nivel local y llegó de manera circunstancial a ser alcalde interino de San Cristóbal de las Casas, Chiapas, en 1973.
Participó como candidato de la Sociedad Civil a la gubernatura de Chiapas en 1994 impulsado por la Asamblea Estatal Democrática del Pueblo Chiapaneco, compuesta por organizaciones socieles y campesinas de todo el estado y durante la campaña, el 25 de julio de 1994 fue víctima de un atentado en el que perdieron la vida tres de sus cinco acompañantes: Ernesto Fonseca García, Rigoberto Mauricio Villafuerte y Agustín Rubio Montoya y en el que él resultó gravemente lesionado. 
A raíz de su derrota en las urnas en 1994 en condiciones absolutamente inequitativas, el grupo Neozapatista lo declararo "Gobernador en Rebeldía" y el mismo 8 de diciembre de ese año, al tomar posesión Robledo Rincón, él fue investido con un bastón de mando por un grupo de indígenas. 
Fue profesor preparatoriano y catedrático de la Facultad de Derecho de Chiapas, de donde salió para viajar por varias partes del mundo dictando conferencias sobre el movimiento armado que se registró en esta entidad. 
También fue miembro fundador del Centro de Derechos Humanos Fray Bartolomé de Las Casas, cuyo presidente fue el obispo emérito Samuel Ruiz García.

## Fallecimiento
Amado Avendaño falleció a los 65 años de edad, la tarde del jueves 29 de abril de 2004 en San Cristóbal de Las Casas.